# St. James's Gate
St. James's Gate is een Ierse voetbalclub uit de hoofdstad Dublin. Het was de eerste kampioen van het land na de onafhankelijkheid in 1921 en haalde meteen ook de dubbel binnen door de beker te winnen. Na de titel werd de club een middenmoter. Pas in 1935 haalde de club nog eens uit toen de vicetitel behaald werd. In 1940 werd de club voor de tweede keer landskampioen. 
In 1944 werd de club laatste en uit de League gestemd. Daarna verdween de club in de anonimiteit. In de jaren 90 speelde de club nog enkele jaren in de 2de klasse.

## Erelijst
- Landskampioen
  - 1922, 1940
- FAI Cup
  - Winnaar: 1922, 1938
  - Finalist: 1934, 1937

## Rangschikkingen
| Seizoen | Ptn | Plaats | Seizoen | Ptn | Plaats |
| ------- | --- | ------ | ------- | --- | ------ |
| 1921/22 | 23  | 1ste   | 1933/34 | 13  | 8ste   |
| 1922/23 | 25  | 5de    | 1934/35 | 27  | 2de    |
| 1923/24 | 20  | 5de    | 1935/36 | 19  | 10de   |
| 1924/25 | 17  | 6de    | 1936/37 | 23  | 5de    |
| 1925/26 | 11  | 8ste   | 1937/38 | 27  | 5de    |
| 1926/27 | 12  | 9de    | 1938/39 | 23  | 4de    |
| 1927/28 | 14  | 7de    | 1939/40 | 36  | 1ste   |
| 1928/29 | 14  | 6de    | 1940/41 | 21  | 5de    |
| 1929/30 | 11  | 9de    | 1941/42 | 19  | 5de    |
| 1930/31 | 18  | 10de   | 1942/43 | 18  | 6de    |
| 1931/32 | 10  | 11de   | 1943/44 | 3   | 8ste   |
| 1932/33 | 17  | 6de    |         |     |        |